# Common Platform
Common Platform è un rapporto di collaborazione tra IBM, GlobalFoundries, Chartered Semiconductor Manufacturing, e Samsung Electronics sviluppato per implementare un comune processo tecnologico per gli impianti delle quattro società di produzione di semiconduttori.